# Мори Сосэн
Мори Сосэн (яп. 森狙仙) (1747—1821) — японский художник-анималист, признанный мастер в рисовании обезьян. Представитель художественной школы Маруяма-Сидзё. Жил и работал в Осаке.
В работах, посвящённых японским макакам, достиг высокой степени реализма.
В 1809 году создал первое в Японии изображение гиббона с натуры.

## Галерея

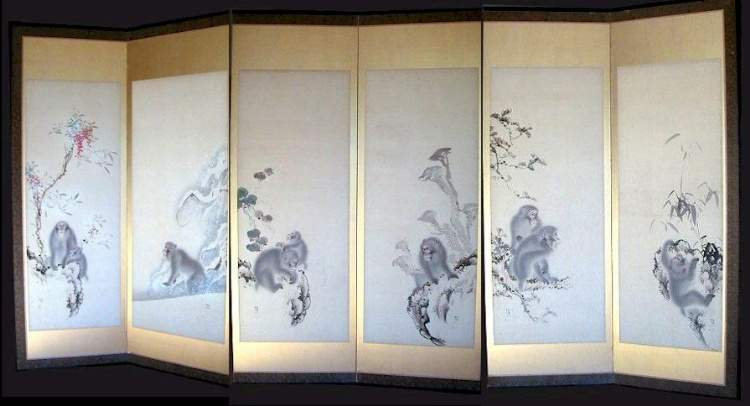
Шестистворчатая ширма с обезьянами. Между 1800 и 1815 годами
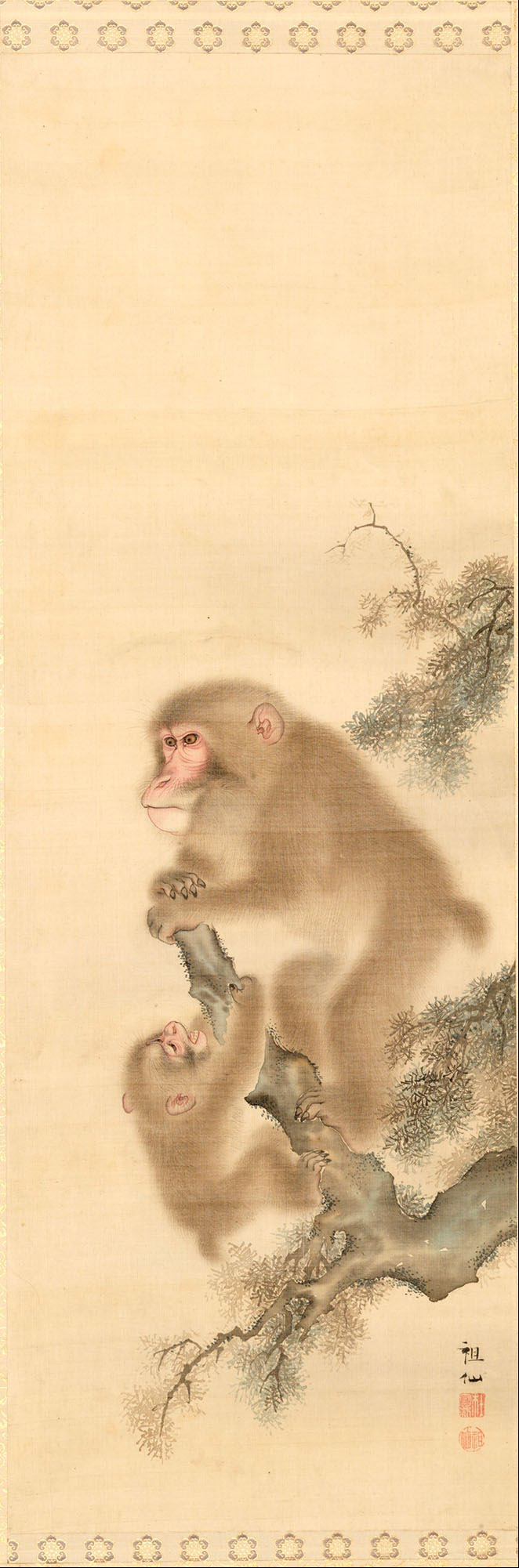
Свиток с обезьянами
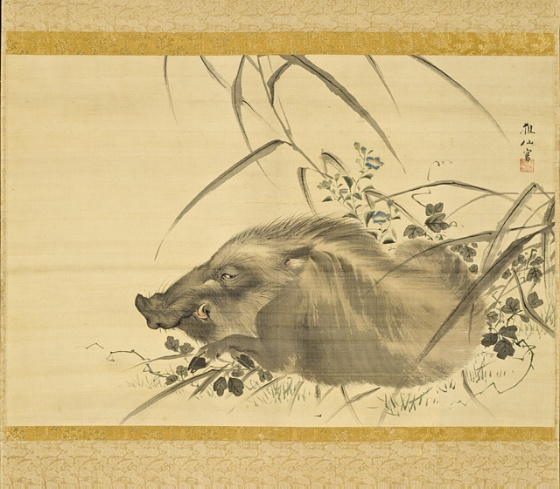
Дикий кабан. Около 1800 года